# Stichtag
Als Stichtag wird ein Tag bezeichnet, an dem eine Frist beginnt oder endet, ein bestimmtes Ereignis eintritt oder ein bestimmter Sachverhalt stattfindet.

## Allgemeines
Allgemein kann deshalb jeder letzte Kalendertag einer Frist, insbesondere die Verjährungsfrist, als Stichtag angesehen werden. Mit besonderen Konsequenzen ist der Ablauf einer Ausschlussfrist oder Sperrfrist verbunden.

## Verwendung
Der Begriff des Stichtags wird insbesondere in der Wirtschaft und im Wirtschaftsrecht verwendet. Der wichtigste Stichtag kommt als Bilanzstichtag (auch Abschlussstichtag) aus dem Rechnungswesen und bezeichnet den Tag, an welchem ein Geschäftsjahr durch den Jahresabschluss endet. Im Regelfall ist dies – auch international – der 31. Dezember. Stichtag ist auch der Abgabetermin für die Steuererklärung.
Der Stichtag kommt darüber hinaus insbesondere beim Unternehmenskauf, der Fusion oder im Umwandlungsrecht vor (Spaltungsstichtag). Da in diesen Fällen die Geschäftstätigkeit der Unternehmen weiterläuft, muss festgelegt werden, an welchem Tag ein Rechtsübergang erfolgen soll. Unter Stichtag versteht man hierbei den Tag, auf den ein Rechtsübergang wirtschaftlich bezogen wird. Dieser Stichtag wird bei der Vertragsgestaltung ausgewählt. Vom Stichtag an gelten die Handlungen des übertragenden Rechtsträgers als für Rechnung des übernehmenden Rechtsträgers erfolgt. 
Im Bankwesen gibt es sogenannte Meldestichtage (etwa § 13 GroMiKV), an denen Kreditinstitute spätestens ihre Meldungen an die Bankenaufsicht abzugeben haben.
Im Mietrecht gilt insbesondere für die Abrechnung der Betriebskosten, dass diese bis spätestens zum 31. Dezember des darauffolgenden Kalenderjahres durch den Vermieter angefordert werden müssen. Da es sich um eine Ausschlussfrist handelt, verliert der Vermieter bei Verspätung seine Ansprüche gegen den Mieter (§ 556 Abs. 3 BGB).
Im Steuerrecht besagt das Stichtagsprinzip, dass eine Steuer zu einem bestimmten Zeitpunkt entsteht wie etwa die Erbschaftsteuer. Als Bewertungsstichtag für Wertermittlung ist der Zeitpunkt der Entstehung der Steuer maßgebend (§ 11 ErbStG). Bei Schenkungen unter Lebenden tritt der Stichtag gemäß § 9 Abs. 1 Nr. 2 ErbStG ein, wenn die Zuwendung derjenige Empfänger erhalten hat, für den sie bestimmt war.  

## Sonstige Stichtage
Das Wahlrecht ist stets mit einem Stichtag verknüpft (Wahltag). Im Zeitungswesen wird eine regelmäßige Stichtagsammlung erhoben. Tage, an denen Gesetze in oder außer kraft treten, werden als Stichtage bezeichnet. Tage in Bauernregeln werden dagegen als Lostag bezeichnet. 